# Iteuil
Iteuil ist eine französische Gemeinde im Département Vienne in der Region Nouvelle-Aquitaine. Iteuil gehört zum Arrondissement Poitiers und ist Teil des Kantons Vivonne. Die Einwohner werden Iteuillais(es) genannt.

## Geographie
Iteuil liegt etwa zehn Kilometer südsüdwestlich von Poitiers am Fluss Clain. Umgeben wird Iteuil von den Nachbargemeinden Ligugé im Norden und Nordwesten, Smarves im Osten und Nordosten, Roches-Prémarie-Andillé im Osten, Aslonnes im Süden und Südosten, Vivonne im Süden und Südwesten sowie Marçay im Westen und Südwesten.
Durch die Gemeinde führt die Route nationale 10 und die Bahnstrecke Paris–Bordeaux.

## Geschichte
Möglicherweise war Iteuil 507 einer der Schauplätze um die Schlacht von Vouillé zwischen den Franken und Westgoten statt. Um 954/955 wird der Ort als Estolium erwähnt.

### Bevölkerungsentwicklung
| Jahr      | 1793 | 1800 | 1896 | 1901 | 1962 | 1968 | 1975 | 1982 | 1990 | 1999 | 2006 | 2011 |
| --------- | ---- | ---- | ---- | ---- | ---- | ---- | ---- | ---- | ---- | ---- | ---- | ---- |
| Einwohner | 673  | 640  | 1136 | 1148 | 1108 | 1374 | 1859 | 2309 | 2679 | 2814 | 2766 | 2870 |

## Sehenswürdigkeiten

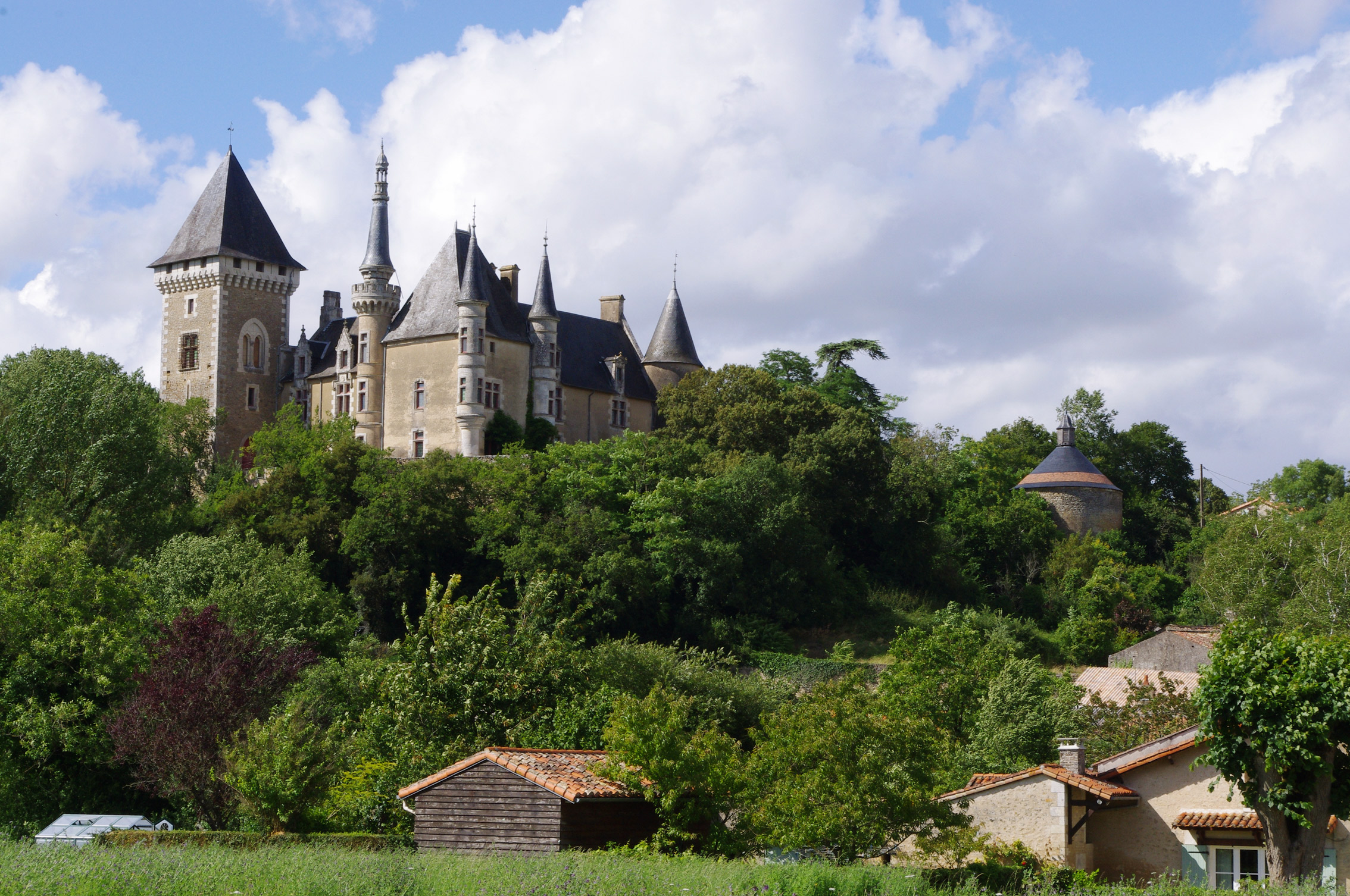
Schloss Aigne

- Kirche Saint-Saturnin aus dem 12. Jahrhundert, Umbauten aus dem 16. und 19. Jahrhundert
- Schloss Aigne aus dem 15. Jahrhundert, seit 1975 Monument historique
- Schloss La Gruzalière, Mitte des 16. Jahrhunderts erbaut
- Schloss La Troussay, 1872 auf den Resten des alten Grammontenserpriorats erbaut
- Herrenhaus Les Genèbres
- Schloss Bernay, um 1400 erbaut, Reste einer Kapelle aus dem 15. Jahrhundert, seit 1992 Monument historique
- Waschhaus Mougon auf den Resten einer gallorömischen Therme errichtet

## Persönlichkeiten
- Jules Marouzeau (1878–1964), Latinist

## Gemeindepartnerschaften
Mit der britischen Gemeinde Bugbrooke in Northamptonshire (England) besteht eine Partnerschaft.